# Деобно вретено
Деобно вретено је структура која се у ћелији образује за време деобе и одговорна је за кретање хромозома. Образовање деобног вретена почиње у профази, а завршава се у метафази митозе (мејозе). Нити деобног вретена изграђене су од огромног броја микротубула (од 5000 - 10 000) и различитих протеина (један од основних је тубулин). Пружају се од полова ћелије, на којима се налазе парови центриола (центрозоми) ка екватору на коме се налазе хромозоми. Разликују се две основне врсте ових влакана:
- дуга (међуполарна) која се пружају од једног до другог пола и не везују се за хромозоме;
- кратка која се пружају од полова ка екватору где се везују за кинетохоре хромозома.